# زوانه‌خات
زوانه‌خات (به هلندی: Zwanegat) یک منطقهٔ مسکونی در هلند است که در بینن‌ماس واقع شده‌است.